# Ivo Janssen
Ivo Janssen  (Venlo, 1963) is een Nederlandse pianist.

## Biografie
Janssen studeerde bij Jan Wijn aan het Sweelinck Conservatorium in Amsterdam. Hij won diverse prijzen en maakte in 1988 zijn debuut in het Concertgebouw van Amsterdam. Tussen 1994 en 2006 maakte hij voor zijn eigen label VOID Classics opnamen met het complete klavierwerk van Johann Sebastian Bach. Janssen geniet verder bekendheid als speler van kamermuziek en deelde het podium met artiesten zoals saxofonist Arno Bornkamp, cellist Heinrich Schiff, het Matangi Quartet en het Calefax Rietkwintet. Ook treedt hij op met de schrijfster/dichteres Anna Enquist.